# Stazione di Genova Trasta
La stazione di Genova Trasta è stata una stazione ferroviaria situata sulla linea Bolzaneto-Sampierdarena, nella frazione omonima del quartiere di Rivarolo. In servizio dal 1914 al 2007, venne dismessa a causa della soppressione delle officine attigue e, conseguentemente, della linea.

## Storia
La stazione venne formalmente attivata il 1º marzo 1914 con la denominazione di "Borzoli Trasta", in concomitanza con l'attivazione della linea, sotto la gestione dell'azienda autonoma delle Ferrovie dello Stato.
Nel 1918, solo quattro anni dopo l'inaugurazione, questo impianto e quello di Borzoli Fegino presero il nome di Trasta e Fegino, senza la specificazione "Borzoli". Nel 1926, in concomitanza con gli accorpamenti amministrativi relativi al progetto della Grande Genova, a tutte le stazioni presenti sulla linea venne aggiunto il prefisso "Genova", insieme a diverse altre nel nodo ferroviario locale, mutando così il nome della stazione in "Genova Trasta".
Nel 1940 venne inaugurata la Squadra Rialzo attigua – con denominazione Officina Rialzo di Genova Borzoli Trasta – per la manutenzione dei veicoli, in costruzione dalla fine degli anni '30, in affiancamento alla preesistente di Campi e in sostituzione di quella di Genova Piazza Principe.
Al 30 giugno 1944 risultavano in corso dei lavori di ampliamento del capannone per riparazione carri e di costruzione di uno nuovo per la riparazione di carrozze viaggiatori alle officine. Annessi a questi la stazione e quella di Bolzaneto erano anch'esse interessate da lavori di sistemazione.
All'inizio degli anni 2000 il servizio merci era per lo più scomparso, mentre sussisteva un sostenuto traffico di vetture e carri inerente alla Squadra Rialzo, poi divenuta Officina Manutenzione Vetture, con il piazzale della stazione spesso ingombro.
La stazione e la linea stessa vennero definitivamente soppresse il 18 giugno 2007, in seguito al calo dell'attività produttiva nella zona della Val Polcevera e, per ultimo, la chiusura delle attività presso le officine. Al 2020 l'area di 92,200 metri quadri dell'ex Squadra Rialzo risultava di proprietà di Rete Ferroviaria Italiana, ma in stato di abbandono e in vendita dal 2015. In quello stesso anno il piazzale venne smantellato per far posto a vari capannoni e strade, mentre parte dell'area della Squadra Rialzo venne riutilizzata per la costruzione di fabbricati inerenti al campo base del terzo valico.

## Strutture e impianti
La stazione disponeva di un fabbricato "Ufficio Movimento", che fungeva anche da abitazione per il capostazione, che si sviluppava su due piani e una cantina, uno scalo merci composto da un magazzino e un piano caricatore servito da apposito tronchino. Disponeva di 5 binari di circolazione più il tronchino servente lo scalo, era presente un passaggio a livello lato Sampierdarena, smantellato in seguito.
A metà anni 1920 risultava possedere un apparato centrale con due leve per la manovra dei due segnali di protezione lato Bolzaneto e Sampierdarena Scalo, 6 deviatoi semplici e 2 tripli tutti ad azionamento manuale, una stadera a rotaia continua tra le 20 e le 30 tonnellate, un magazzino merci dell'area di 250 m² con una lunghezza di accosto di 25 m, un piano di carico scoperto da 300 m² con una lunghezza d'accosto di 30 m e un piazzale di carico e scarico di lunghezza pari a 230 m; la lunghezza complessiva dei binari era di 707 m.

## Movimento
La stazione operò traffico merci per tutta la durata dell'esercizio. Era interessata nei primi anni di esercizio da una coppia di treni ordinari al giorno mentre prima della dismissione solo da tradotte di materiale riparando inerente alla vicina Squadra Rialzo. Il materiale, viaggiatori e merci di vario tipo, veniva stazionato sul piazzale prima di venir inviato a revisione.
Nel 1929 si registravano 12.949 tonnellate di merce totale spedita dall'impianto – di cui 12.453 a carro completo e 496 in collettame – e 24.750 tonnellate di merce in arrivo – di cui 101 a carro completo e 24.851 in collettame; risultavano inoltre 5 capi di bestiame in arrivo. Complessivamente risultava una movimentazione totale di 38 migliaia tonnellate di merce di cui 13.000 in partenza e 25.000 in arrivo.
Nell'anno successivo risultava in aumento con 15.491 tonnellate totali spedite – di cui 14.261 a carro completo e 1.230 in collettame – e 20.587 tonnellate di merce in arrivo – di cui 104 a carro completo e 20.691 in collettame; non risultavano capi di bestiame spediti o in arrivo. Le tonnellate totale risultavano però in leggero calo: 36.000 in totale, 15.000 in partenza e 21.000 in arrivo.

### Fonti FS
- Azienda autonoma delle Ferrovie dello Stato, Statistica dell'esercizio. Anni 1924-1925-1926. Statistica generale, su www.trenidicarta.it, vol. 1, Roma, 1929. URL consultato il 31 luglio 2021.
- Azienda autonoma delle Ferrovie dello Stato, Traffico viaggiatori e merci diviso per stazione anno 1929, Roma, 1930. URL consultato il 31 luglio 2021.
- Azienda autonoma delle Ferrovie dello Stato, Stazione di Genova-Trasta. Fabbricato viaggiatori, su www.archiviofondazionefs.it, 1960  [1959]. URL consultato il 15 luglio 2021.

### Fonti web
- Stefano Paolini, Raccordi genovesi, su photorail.it, agosto 2002. URL consultato il 15 luglio 2021 (archiviato dall'url originale il 9 luglio 2021).
- Alfredo Grasso, La linea secondaria di Genova Trasta, su ferrovieinrete.com. URL consultato il 15 luglio 2021.